# Stéphane Dion

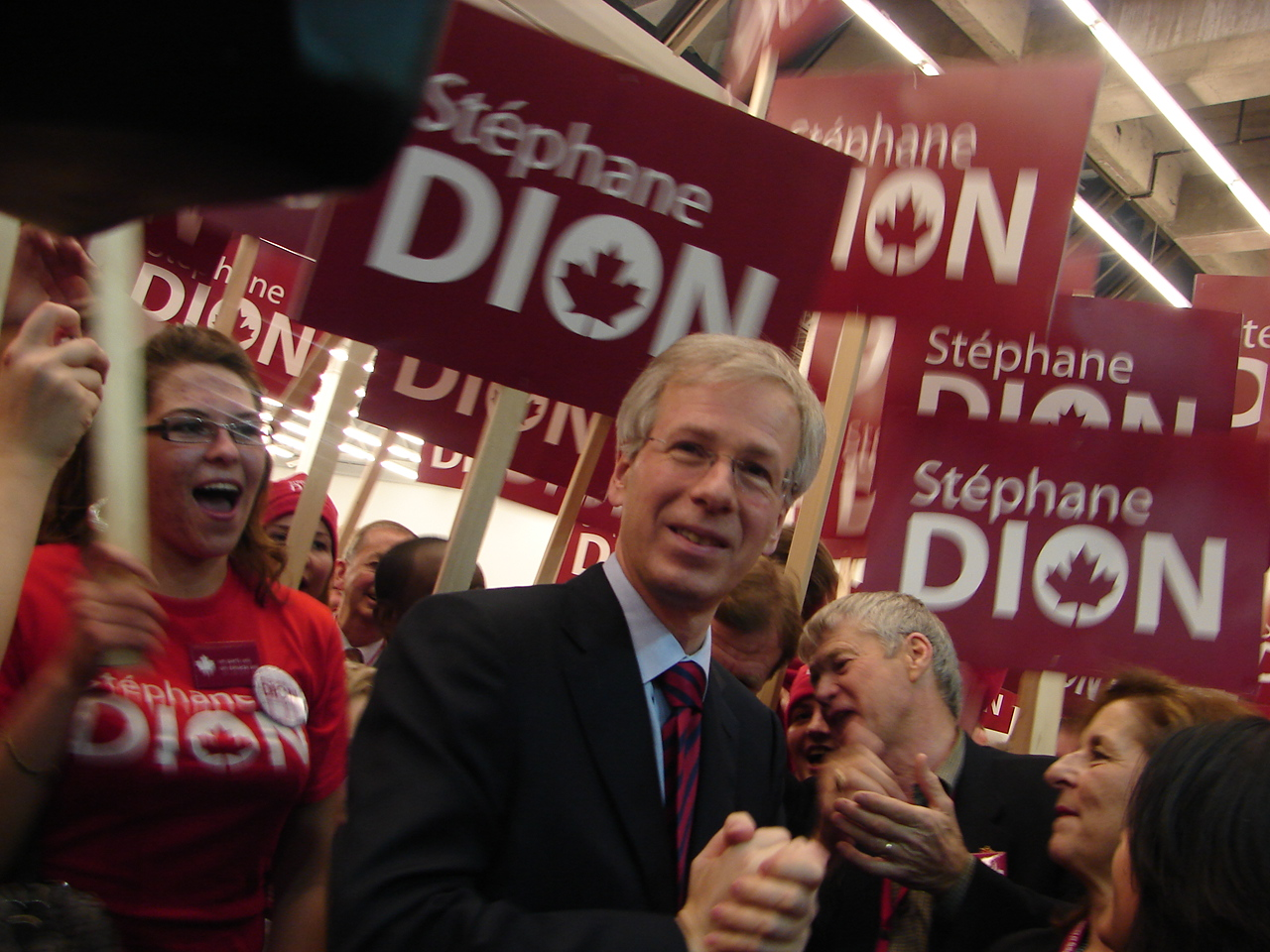
Dion bij een verkiezingsbijeenkomst in 2006

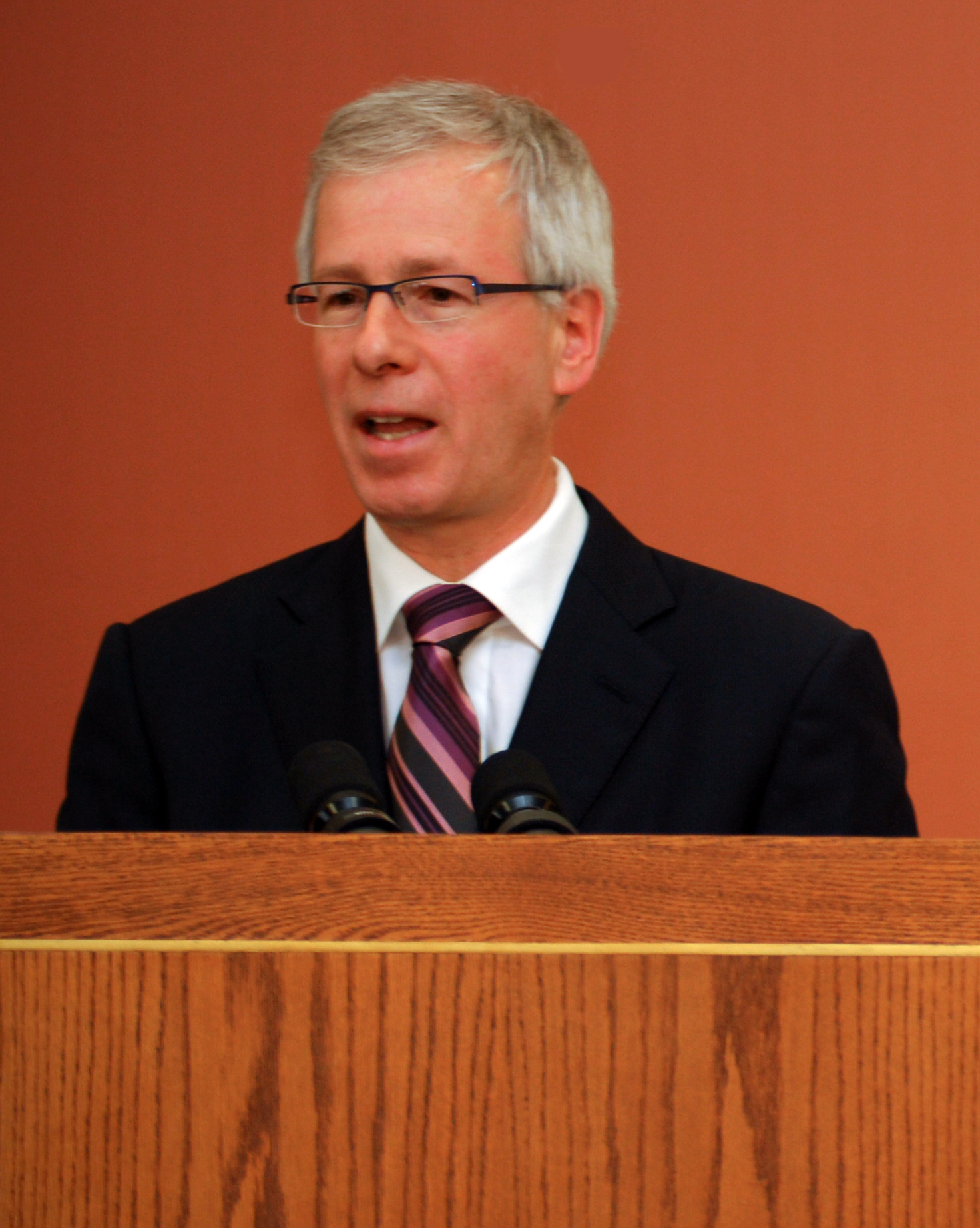

Stéphane Maurice Dion (Québec, Canada 28 september 1955) is een Canadees liberaal politicus.
Dion studeerde politieke wetenschappen, en woonde enkele jaren in Parijs. Daarna werd hij assistent-hoogleraar bestuurskunde en organisatietheorie aan de Universiteit van Montréal. In 1996 werd hij tot parlementslid gekozen.
Onder minister-president Jean Chrétien bezette Dion enkele ministersposten en van december 2006 tot december 2008 leidde hij de oppositie in het Canadese parlement. Nadat de Conservatieven van minister-president Stephen Harper in 2008 de parlementsverkiezingen hadden gewonnen, weliswaar met een minderheidsregering tot gevolg, en de Liberalen tot hun laagste aandeel van de stemmen sinds 1867 waren gereduceerd, maakte Dion bekend in mei 2009 als partijleider op te stappen. Kort na de verkiezingen sloot Dion echter een pact met Jack Layton van de NDP en het separatistische Bloc Québécois om Harpers regering omver te werpen en een coalitieregering te vormen. Toen dat mislukte trad Dion in december 2008 vervroegd af als leider van de Liberalen, na groeiende druk vanuit zijn partij. Michael Ignatieff volgde hem op als partijleider.
- Bibsys: 90574560
- Biblioteca Nacional de España: XX1737155
- Bibliothèque nationale de France: cb12382032q (data)
- CiNii: DA06077096
- Gemeinsame Normdatei: 132004615
- International Standard Name Identifier: 0000 0000 8088 9436
- Library of Congress Control Number: n88667170
- Nationale Bibliotheek van Israël: 987007447413105171
- Nederlandse Thesaurus van Auteursnamen: 191593680
- Système universitaire de documentation: 032875541
- Semantic Scholar: 52031767
- Virtual International Authority File: 9929952
- WorldCat: E39PBJbRdJtp9jRqFgM4Qgy8G3